# 장신구

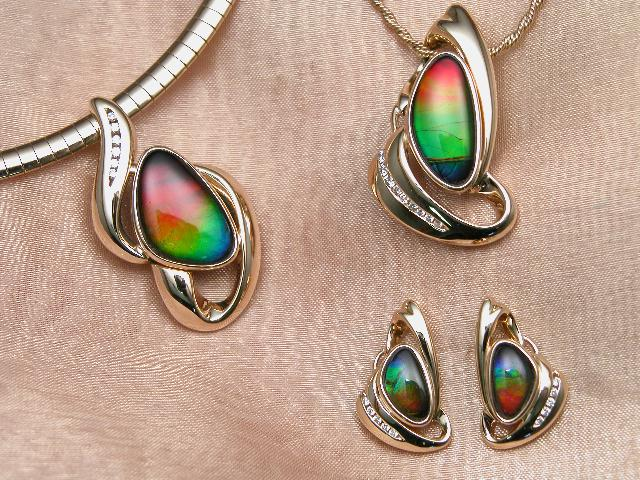
목걸이

장신구(裝身具) 또는 액세서리(accessory)는 몸에 치장하기 위한 도구들이다. 또는 자신을 뽐내기 위해서도 사용한다.

## 재료
보석류가 주재료이며 다이아몬드, 금, 은, 진주, 에메랄드 등이 있다. 이런 재료들로 만든 장신구는 값이 비싸서 과거에는 귀족들만 쓸 수 있었다.
금, 은 같은 희소 금속 뿐만 아니라 철 등의 금속으로도 장신구를 만들기도 한다.

## 종류
- 왕관 - 머리에 쓰는 장신구로 주로 공주, 왕, 왕비 같은 왕족들만 착용할 수 있었다.
- ○걸이(목걸이, 귀걸이 등) - 신체부위 (목, 귀 등)에 거는 장신구다.
- 비녀 - 머리에 꽂는 장신구다. 조선시대 때 여자들이 많이 착용했다.

## 같이 보기
- 노리개